# 백지은니대불정여래밀인수증요의제보살만행수능엄경 권10 (보물 제271호)
백지은니대불정여래밀인수증요의제보살만행수능엄경 권10(白紙銀泥大佛頂如來密因脩證了義諸菩薩萬行首楞嚴經 卷十)은 대구광역시 북구, 경북대학교 도서관에 있는 고려시대의 필사본 불경이다. 1963년 1월 21일 대한민국의 보물 제271호로 지정되었다.

## 개요
수능엄경의 원래 명칭은 '대불정여래밀인수증요의제보살만행수능엄경'이며, 스님들이 수련과정에서 필수적으로 배우는 경전이다. 부처의 말씀을 머리속으로 이해하는데 그치지 않고 자신이 직접 체득하여 힘을 갖는 것을 주요사상으로 하고 있다.
이 백지은니대불정여래밀인수증요의제보살만행수능엄경 권10(白紙銀泥大佛頂如來密因脩證了義諸菩薩菩薩萬行首楞嚴經 卷十)은 삼베로 만든 종이에 은색 글씨로 불경을 옮겨 적은 것으로, 능엄경 10권 가운데 마지막 권이다. 병풍처럼 펼쳐서 볼 수 있는 형태로 되어 있으며, 접었을 때의 크기는 세로 30.5cm, 가로 11.2cm이다. 현재 표지는 없어진 상태이고 은색 글씨의 빛깔이 바래서 약간 검은 빛을 띠고 있다.
책의 맨 끝부분에는 1365년 이방한이 죽은 어머니의 명복을 빌기 위해 만들었다는 기록이 있다. 또 어려운 한자의 음을 적어 놓은 기록도 보이고 있는데, 이 기록은 능엄경 10권 전체에 해당하는 것으로 보인다.
글씨는 그다지 높은 수준은 아니지만 만들어진 연대가 뚜렷하고 닥나무로 만든 종이를 사용하였다는 점이 그 가치를 높여주고 있다.

## 같이 보기
- 수능엄경

## 참고 자료
- 백지은니대불정여래밀인수증요의제보살만행수능엄경 권10 - 국가유산청 국가유산포털